# يوليوس ماتوس
يوليوس ماتوس (بالإنجليزية: Julius Matos)‏ هو لاعب كرة قاعدة أمريكي، ولد في 12 ديسمبر 1974 في نيويورك في الولايات المتحدة.

## وصلات خارجية
- يوليوس ماتوس على موقعبيزبول رفرنس.كوم (الدوري الرئيسي) (الإنجليزية)
- يوليوس ماتوس على موقعبيزبول رفرنس.كوم (الدوري الثانوي) (الإنجليزية)